# Samantha Morton
Samantha Morton (ur. 13 maja 1977 w Nottingham) – brytyjska aktorka filmowa, teatralna i telewizyjna.
Zasiadała w jury konkursu głównego na 69. MFF w Wenecji (2012).

## Filmografia

### Aktorka
- Soldier Soldier (1991-1997) jako Clare Anderson (1991)
- The Token King (1993) jako Vicky
- Band of Gold (1995) jako Tracy Richards
- The Future Lasts a Long Time (1996) jako May
- Emma (1996) jako Harriet Smith
- To jest morze (This Is the Sea, 1997) jako Hazel Stokes
- The History of Tom Jones, a Foundling (1997) jako Sophia
- Dziwne losy Jane Eyre (Jane Eyre, 1997) jako Jane Eyre
- Naga dusza (Under the Skin, 1997) jako Iris Kelley
- Słodki drań (Sweet and Lowdown, 1999)
- Syn Jezusa (Jesus' Son, 1999) jako Michelle
- Wybór Ewy (Dreaming of Joseph Lees, 1999) jako Eva
- The Last Yellow (1999) jako Jackie
- Królestwo Demonów (Pandaemonium, 2000) jako Sara Coleridge
- eden (2001) jako Sam
- Morvern Callar (2002) jako Morvern Callar
- Nasza Ameryka (In America, 2002) jako Sarah
- Raport mniejszości (Minority Report, 2002) jako Agatha
- Kodeks 46 (Code 46, 2003) jako Maria Gonzales
- Przetrzymać tę miłość (Enduring Love, 2004) jako Claire
- Rozpustnik (The Libertine, 2004) jako Elizabeth Barry
- River Queen (2005) jako Sarah O’Brien
- Lassie (2005) jako Sarah
- Expired (2006) jako Claire
- Uwolnić słonia (Free Jimmy, 2006) jako Sonia (głos)
- Longford (2006), jako Myra Hindley
- Control (Control, 2007) jako Deborah Curtis
- Synecdoche New York (2008) jako Hazel
- John Carter (2012) jako Sola
- Fantastyczne zwierzęta i jak je znaleźć (2016) jako Mary Lou Barebone
- Żywe trupy (2019) jako Alpha